# The Beatnuts
The Beatnuts er et Hip hop-producer team fra USA.

## Diskografi
- 1993 – Intoxicated Demons
- 1994 – Streetlevel/The Beatnuts
- 1997 – Stone Crazy
- 1997 – Hydra Beats Vol. 5
- 1998 – The Beatnuts Remix EP: The Spot
- 1999 – A Musical Massacre
- 2001 – Take it or squeeze it
- 2002 – The Classic Nutz Vol. 1
- 2002 – Present: The Originators
- 2004 – Milk Me

| Musikgruppe | Spire Denne artikel om en amerikansk musikgruppe er en spire som bør udbygges. Du er velkommen til at hjælpe Wikipedia ved at udvide den. |